# Ramiro Marino
Ramiro Martín Marino (ur. 16 listopada 1988 w Buenos Aires) – argentyński kolarz BMX, brązowy medalista mistrzostw świata.

## Kariera
Największy sukces w karierze Ramiro Marino osiągnął w 2009 roku, kiedy zdobył brązowy medal w konkurencji elite podczas mistrzostw świata w Adelaide. W zawodach tych wyprzedzili go jedynie dwaj reprezentanci USA: Donny Robinson oraz Mike Day. Był to jedyny medal wywalczony wśród seniorów przez Marino na międzynarodowej imprezie tej rangi. Jako junior zdobył także brązowy medal w tej konkurencji na rozgrywanych trzy lata wcześniej mistrzostwach świata w São Paulo. W 2008 roku wziął udział w igrzyskach olimpijskich w Pekinie, ale nie awansował do finału.